# Roya Heshmati
Roya Heshmati (en persa: رویا حشمتی) (Sanandaj, 1990) és una activista política kurda iraniana, coneguda pel seu desafiament contra la política del hijab obligatori a l'Iran. El 2023 va guanyar protagonisme en abstenir-se de portar el hijab obligatori en espais públics com a forma de protesta i compartir una fotografia a les xarxes socials sense complir aquesta normativa. En conseqüència, es va enfrontar a la detenció i, més tard, va ser condemnada a patir 74 fuetades per les seves accions.

## Càrrecs i detenció
A última hora de la nit del 20 d'abril de 2023, agents de la República Islàmica de l'Iran van entrar a casa seva i la van detenir, després que hagués publicat una imatge seva sense hijab a les xarxes socials. Durant aquesta batuda nocturna, també li van confiscar el telèfon mòbil i l'ordinador portàtil. Inicialment, va passar onze dies detinguda sota l'acusació d'«aparèixer en públic sense el hijab religiós adequat». Tanmateix, en última instància, el seu cas va ser remès per la Secció 38 del Poder Judicial al Complex Judicial d'Ershad i al Tribunal Revolucionari Islàmic amb càrrecs separats i dues acusacions diferents.
Segons Maziar Tatai, l'advocat de Heshmati, els seus càrrecs a la branca 26 del Tribunal Revolucionari incloïen «propaganda contra el sistema». A més, a la branca 1091 del complex judicial d'Ershad, es van afegir quatre càrrecs més a les acusacions, incloent-hi «aparèixer en públic sense hijab religiós adequat, causar lesions de castedat pública, produir contingut obscè i promoure la corrupció».
La branca 1091 del Complex Judicial d'Eshrad la va condemnar a 13 anys i 9 mesos de presó, una multa de 12.500.000 IRR i 74 fuetades. No obstant això, després d'un recurs contra el veredicte, el cas va ser traslladat a la Secció 14 del Tribunal d'Apel·lacions de la província de Teheran, amb la qual cosa es va anul·lar la pena de presó. No obstant això, la multa i el càstig corporal de les fuetades es van mantenir sense canvis.

## Flagel·lació
El 3 de gener de 2024 es va executar la condemna de flagel·lació per l'acusació de causar lesions de castedat pública. Després de l'aplicació de la sentència, Heshmati va publicar una nota en la qual escrivia: «El jutge va dir: 'No pegueu massa fort'. L'home va començar a colpejar-me fort. Les espatlles, l'esquena, les natges, la cara, les cames. Vaig perdre el compte del nombre de fuetades. Sota de la meva respiració, recitava en nom de la dona, en nom de la vida, les peces de l'esclavitud s'han trencat, la nostra nit fosca es converteix en alba, tots els grillons es trenquen». En la seva nota va explicar que es va negar a portar un mocador al cap al jutjat, i després, davant del jutge, en el que va descriure com «una cambra de tortura medieval», un home la va assotar.